# ترشک باتلاقی
ترشک باتلاقی (نام علمی: Rumex palustris) نام یک گونه از سرده ترشک است.